# Tanzania Music Awards
Tanzania Music Awards (aussi appelé Kilimanjaro Music Awards, ou tout simplement Kili Music Awards), en sigle KMA ou TMA est un festival est-africain organisé chaque année à Dar es Salaam en vue d'attribuer des prix aux artistes musiciens ayant fait des progrès remarquables de par leurs productions. Établi depuis 1999 au Concil National des Arts (BASATA), il est organisé par le Ministère Tanzanien de l'éducation et de la Culture et intéresse actuellement les artistes musiciens ougandais, kenyans, burundais et tanzanies.

## Catégories
Tanzania Music Awards organise 22 catégories. À partir de 2013, 35 catégories ont été organisées à ce festival.
- Meilleur artiste masculin
- Meilleure artiste féminine
- Meilleur chanteur
- Meilleure chanteuse
- Meilleur parolier
- Meilleur nouvel artiste
- Meilleur artiste du hip-hop / Bongo Flava
- Meilleur rappeur (à partir d'un groupe d'artistes musiciens)
- Meilleure chanson
- Meilleure vidéo de musique
- Meilleure chanson Afropop
- Meilleure chanson R & B
- Meilleur Zouk / Rumba
- Meilleure chanson du Hip Hop
- Meilleure chanson de collaboration
- Meilleure musique chantée en Swahili (à partir d'un groupe d'artistes musiciens)
- Meilleure chanson du Dancehall
- Meilleur chanson du Reggae
- Meilleure chanson du Taarab
- Meilleure chanson de l'Afrique de l'Est
- Meilleure chanson traditionnelle
- Meilleur producteur
- Meilleur album (à partir d'un groupe)
- Meilleur album du Taarab